# رونالد شميت
رونالد شميت (بالألمانية: Ronald Schmidt)‏ (و. 1977  م) هو لاعب كرة قدم، من ألمانيا، ولد في فرايتال، يلعب كلاعب وسط.

## روابط خارجية
- رونالد شميت على موقع قاعدة بيانات كرة القدم.إي يو (الإنجليزية)
- رونالد شميت على موقع بيانات كرة القدم. دي إي (الألمانية)
- رونالد شميت على موقع عالم كرة القدم.نت (الإنجليزية)